# Srebro piorunujące
Srebro piorunujące – substancja wybuchowa powstająca podczas przechowywania roztworów amoniakalnych kompleksów srebra(I), np. [Ag(NH3)2]OH. Uważane za azotek srebra (Ag3N) lub mieszaninę azotku z imidkiem srebra (Ag2NH). Wytrąca się formie czarnych kryształków lub kożucha na powierzchni roztworu. Jest silnie wybuchowe, w stanie suchym wybuch może zostać zainicjowany dotknięciem, a nawet nastąpić samoistnie. Nie należy mylić z piorunianem srebra.